# 青森市立幸畑小学校
青森市立幸畑小学校（あおもりしりつ こうはたしょうがっこう）は青森県青森市に位置する公立小学校。付近には青森大学があり、少し前までは総合学習などで児童が見学することがあった。
平成19年度に雪合戦の全国大会で優勝をおさめた｡

## 基礎情報
- 所在地 - 幸畑字松元50-2

なお、人数が少なすぎるために、横内小との合併も考えられていたが学校関係者などの反対により白紙になっている。
おもな進学先は、青森市立筒井中学校、青森市立横内中学校である。

## 沿革
- 1979年（昭和54年）
  - 4月1日 - 青森市立筒井小学校から261名の、青森市立横内小学校から534名の、それぞれ児童を一部受け入れる形で開校。
  - 4月6日 - 開校式挙行。
- 1980年（昭和55年）
  - 3月20日 - 体育館竣工。
  - 5月1日 - 校章・校歌制定。
  - 7月14日 - 水泳プール竣工。
  - 11月20日 - 講堂増築（6教室）竣工。
- 1983年（昭和58年）10月2日 - 創立5周年記念式典挙行。
- 1988年（昭和63年）10月2日 - 創立10周年記念式典挙行。
- 1991年（平成3年）4月30日 - 教材園開設。
- 1992年（平成4年）4月30日 - 校名標示板を屋上に設置。
- 1993年（平成5年）10月2日 - 創立15周年記念式典挙行。
- 1998年（平成10年）10月17日 - 創立20周年記念式典挙行。
- 2008年（平成20年）11月7日 - 創立30周年記念式典挙行。

## 学区
幸畑（2丁目の一部、3丁目の一部、4丁目、5丁目の一部、住居表示未整備地区(大字が残る地域)）、田茂木野、大矢沢字里見の一部

## 総合学習
- 3年生…リンゴについて(幸畑のリンゴ畑に見学に行くこともある)
- 4年生…地球環境について
- 5年生…米について(バケツで米を育てたり、近くの水田で田植え稲刈り体験をしその米を調理実習で使ったりする)
- 6年生…毎年教師が決めているためきちんとしたテーマはないが2008年(平成20年)は横内小学校との合併が考えられていたため幸畑小学校の歴史について調べた。

## アクセス
- 青森市営バス「幸畑小学校前」バス停下車。
  - 国道古川線:「A1」系統青森駅前行
  - 中筒井線:「J32」系統幸畑団地行・「J38」系統流通団地行
  - 明の星通り線:「G38」系統流通団地行
  - 新町線:「B1」系統青森駅前行
  - 造道・八重田線:「C10」系統戸山経由東部営業所行・中筒井経由東部営業所行

## 参考資料
- 『新青森市史 別編教育（別巻）年表・学校沿革』（青森市・2000年3月発行）212頁「(一)小学校 幸畑小学校 変遷」